# Scomparsa di Derrick Engebretson
Derrick James Engebretson (Klamath Falls, 5 luglio 1990 — scomparso il 5 dicembre 1998) è un bambino americano scomparso in circostanze misteriose nella Foresta Nazionale di Winema vicino a Rocky Point, Oregon. La sera del 5 dicembre 1998, Engebretson scomparve mentre cercava un albero di Natale con suo padre e suo nonno, i quali si resero conto di averlo perso di vista nel tardo pomeriggio. Erano state trovate impronte e un angelo di neve vicino alla strada, ma quando arrivarono le forze dell'ordine quella sera, una bufera di neve impedì di dare inizio a ricerche immediate.
Nelle settimane successive, le forze dell'ordine e i volontari continuarono a attraversare l'area, ma non trovarono alcun segno di Engebretson. Furono fatte successive segnalazioni di un veicolo misterioso nell'area, quel giorno. Nel settembre del 1999, vennero scoperti dei graffiti in una zona di sosta rurale a sud di Portland, che presumibilmente si riferivano a Engebretson; il contenuto dei graffiti non è mai stato reso pubblico. Nel 2008, è stato rivelato che Frank James Milligan, uno stupratore di bambini già condannato, era stato considerato un potenziale sospetto della scomparsa di Engebretson. Tutt'oggi, la sua posizione rimane sconosciuta.

## Storia

### Scomparsa
Il 5 dicembre 1998, Derrick Engebretson di otto anni si recò a Pelican Butte con suo padre e suo nonno vicino a Rocky Point, Oregon, circa 30 miglia (48 km)   dalle cascate di Klamath e immediatamente a sud del Crater Lake National Park. I tre avevano programmato di cercare un albero di Natale.  Ad un certo punto durante l'escursione, Engebretson si allontanò da suo padre e suo nonno.  Fu denunciata la scomparsa quella sera da suo padre e suo nonno, che notificarono un automobilista di passaggio intorno alle 16:13; l'automobilista si recò in un resort vicino, a circa 2 miglia (3,2 km) di distanza, dove chiamò il 9-1-1 .

### Indagine
Le forze dell'ordine scoprirono un "rifugio improvvisato" fatto di rami di abete sotto diversi tronchi caduti vicino all'area in cui Engebretson scomparve, ma i cani da ricerca non furono in grado di rilevare il suo profumo nella zona. I genitori di Engebretson dichiararono che il loro figlio era "cresciuto in montagna" ed era abituato a camminare per una distanza di 20 miglia (32 km) su terreni scoscesi.  Nelle ore immediatamente successive alla scomparsa di Engebretson, la sua famiglia e le forze dell'ordine scoprirono delle piccole impronte nella neve, che creavano un cerchio dal punto in cui suo padre lo aveva visto l'ultima volta in una radura vicino alla strada, dove un angelo di neve presumibilmente lasciato da Engebretson era stato trovato. Uno spazzaneve aveva cancellato le tracce che portavano oltre l'angelo di neve e non vennero trovate altre impronte.  Nelle vicinanze furono scoperti anche diversi pezzi di legno tagliato; quando scomparve, Engebretson aveva con sé una piccola ascia  ed era vestito con una tuta da neve. A tarda sera, una bufera di neve colpì la zona, ostacolando le ricerche.
Le prime ricerche vennero completate a piedi con le unità cinofile, nonché attraverso ricerche aeree utilizzando un aereo della pattuglia civile e un elicottero della riserva aeronautica.  Diversi parenti hanno anche intrapreso ricerche indipendenti.  Il 13 dicembre 1998, otto giorni dopo le indagini, la polizia della contea di Klamath sospese le ricerche.  La famiglia di Engebretson continuò una ricerca indipendente e si accampò sul posto in un camper per le due settimane successive, mentre centinaia di volontari continuarono a organizzare le ricerche.  Il 18 dicembre, ulteriori sforzi di ricerca vennero interrotti a causa delle temperature sotto zero, il che rese pericoloso per chiunque stare nella zona. Nei mesi successivi vennero impiegate in totale 10.000 ore per eseguire ricerche sul terreno.
All'inizio dell'indagine, un testimone affermò di aver visto un uomo non identificato alle prese con un ragazzino nella zona, il giorno in cui Engebretson scomparve. Il testimone ignorò l'evento poiché pensava che l'uomo fosse il padre del ragazzo.  Vennero fatte ulteriori segnalazioni di un uomo non identificato alla guida di una Honda a due porte che chiedeva ai passanti delle indicazioni nella foresta, quel giorno.

### Eventi successivi
Il 24 settembre 1999, dei graffiti vennero scoperti in un bagno nell'area di servizio Sagehen, circa 300 miglia (480 km) a sud di Portland, che le forze dell'ordine hanno identificato come referenziale alla scomparsa di Engebretson. I genitori di Engebretson andarono a vedere i graffiti dopo essere stati informati e sua madre, Lori, dichiarò alla stampa: "Penso che sia solo un grande scherzo malato. Penso che se qualcuno avesse Derrick, se avessero disegnato questo sul muro, avrebbero voluto essere catturati. Se volevano essere catturati, perché non ha lasciato lì qualcosa di Derrick? "  Il contenuto dei graffiti non è stato reso pubblico.
Nel 2008, è stato confermato che Frank James Milligan, un uomo che sta scontando una pena per aver stuprato un bambino di 10 anni a Dallas, nell'Oregon, è stato considerato un potenziale sospetto della scomparsa di Engebretson.